# 金泰錫
金泰錫(キム・テソク、日本式の名前: 金村泰錫、1882年 11月23日〜?)は日本統治時代の朝鮮の教育者、警察官僚、中枢院参議である。独立運動家姜宇奎を逮捕したことで有名。

## 生涯

### 生涯初期
平安南道陽徳郡生まれ。 1908年3月、官立漢城師範学校を卒業した後、日本大学に留学。1910年5月、忠清南道フンジュ普通学校で、その後1911年4月に平壌公立普通学校で教師として過ごす。

### 日本統治時代の活動
1912年9月、教職を離れて咸鏡北道 にて警察署通訳生を始め警察に身を投じる。
1920年8月、警視に昇進して京畿道警察部高等警察課で活動し、京畿道警察部刑事課長を引き受けた。高等警察在職中に、金泰錫は密偵を積極的に利用して独立活動家らを分裂させるのに大きく貢献した。
1924年12月、京畿道加平郡郡守に任命される。
1938年6月、慶尚南道産業部長を兼任。同年7月に勲4等瑞宝章を受ける。 
1935年総督府が編纂した《朝鮮功労者名鑑》に朝鮮人功労者353人中1人で収録されている。

### 独立以降
独立後の1945年11月3日、米軍政庁が発表した司令第29号により同日朝鮮総督府中枢院参議職を罷免された。1948年、親日派処断を法制化した反民族行為処罰法が公表されるとすぐに日本に逃走しようとしようとしたが1949年1月に反民特別委によって逮捕された。反民特別委法廷では無期懲役の判決を受けたが、1950年に反民特別委が解散されると釈放された。以後の消息は不明である。